# Ciry-le-Noble
Ciry-le-Noble är en kommun i departementet Saône-et-Loire i regionen Bourgogne-Franche-Comté i östra Frankrike. Kommunen ligger i kantonen Toulon-sur-Arroux som tillhör arrondissementet Charolles. År 2022 hade Ciry-le-Noble 2 213 invånare.

## Befolkningsutveckling
Antalet invånare i kommunen Ciry-le-Noble
| Referens: INSEE |